# Шушинская пещера
Шушинская пещера (азерб. Şuşa mağarası) — пещера, где обитал человек эпохи палеолита. Расположена на левом берегу реки Дашалты, к югу от города Шуша, под обрывом Джыдыр-Дюзю на территории Шушинского района Азербайджана.
Пещерная стоянка была обнаружена в 1971 году возглавляемой азербайджанским археологом Мамедали Гусейновым Мильско-Карабахской экспедицией.

## Расположение
Находится на территории города Шуша, на левом берегу реки Дашалты, на 80 метров выше уровня её течения. Высота над уровнем моря — 1 500 метров. Расположен памятник под мощными пачками мраморизованного известняка.

## Описание
Своё название пещера с палеолитической стоянкой получила из-за того, что была расположена близ Шуши.
Размеры Шушинской пещеры следующие: ширина — достигает местами 20 метров, длина — 120 метров, высота — 7 метров. В результате проведенных в пещере археологических раскопок, в отложениях было обнаружено 5 культурных слоев. В результате археологических работ учёные обнаружили как каменные орудия, так и кости животных. Помимо этого перед Шушинской пещерой и на прилегающих территориях были обнаружены остатки крепостных стен античного периода.
Также в Шушинской пещере в 1939 году впервые в СССР был обнаружен подковонос Мегели.

## История изучения
Относящееся к палеолиту стоянка первобытного человека была обнаружена в окрестностях города Шуша, в нижней части Джыдыр-Дюзю, во время археологической экспедиции 1971–1975 годов в Нагорном Карабахе, которой руководил профессор Мамедали Гусейнов. В ходе исследований в пещере были найдены каменные орудия, в том числе два наконечника, которые относятся к леваллуа-мустьерской культуре, а также отходы производства. Благодаря этим находкам учёные пришли к выводу о том, что местные жители изготавливали свои орудия прямо в пещере.
Так, в 1971 году во время первых раскопок в пещере с целью установить характер культурных напластований в пещере был заложен разведочный шурф, при прокладке которого археологи выявили на глубине 2 метров два груборубящих орудия. Гусейнов отнёс эти орудия к древнему палеолиту. Кроме этих находок на этом же месте были найдены миктролитические орудия мезолитического характера, встречающиеся также в находках из стоянки Фируз в Гобустане.